# Байгузино (Ишимбайский район)
Байгу́зино (баш. Байғужа) — деревня в Ишимбайском районе Башкортостана, входит в состав Байгузинского сельсовета.

## Географическое положение
Находится по обоим берегам реки Тайрук, возле его притоков Тубакбаш, Зыярателга, Чувашка.
Расстояние до:
- районного центра (Ишимбай): 11 км,
- центра сельсовета (Кинзебулатово): 4 км,
- ближайшей ж/д станции (Салават): 27 км.

## История
Деревня азнаевцев.

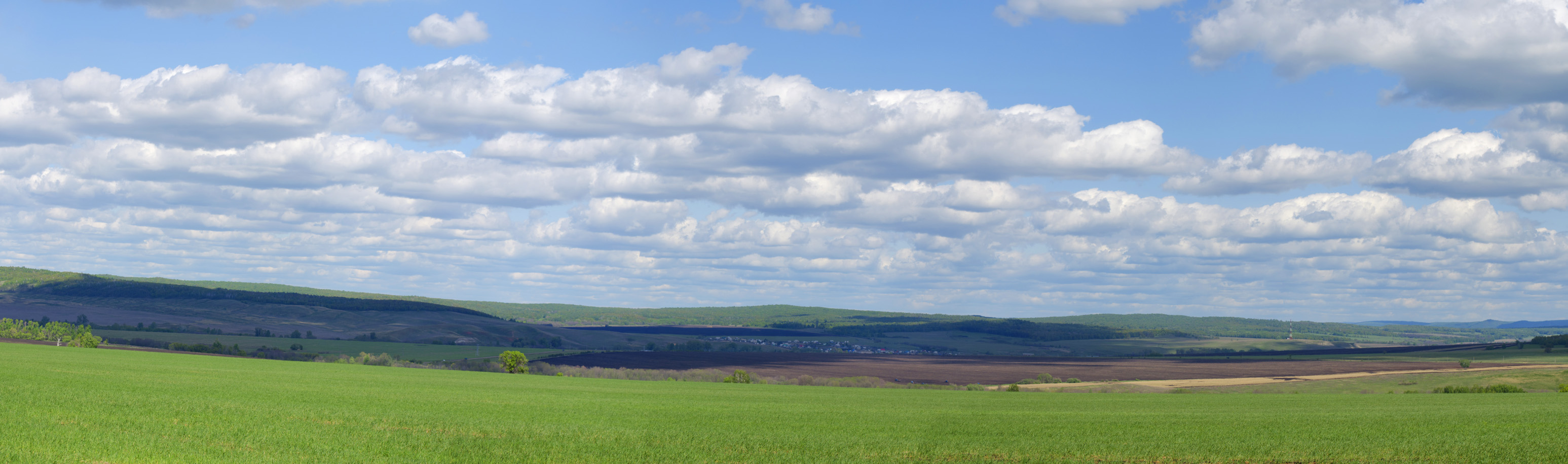
Панорама Байгузина

Первопоселенец Байгузя Маразанов, влиятельный вотчинник из команды старшины Кусяпкула Азятова. Его имя упомянуто в документе за 1790 год о продаже заводчице Дарье Пашковой юрматынских земель для Воскресенского завода. Его сыновья Аккучук (1753—1820) и Муллагул (1783—1853).
До 2005 года административный центр Байгузинского сельсовета.
Закон «О внесении изменений в административно-территориальное устройство Республики Башкортостан в связи с образованием, объединением, упразднением и изменением статуса населенных пунктов, переносом административных центров» от 20 июля 2005 года, N 211-з гласил:

10. Перенести административные центры следующих сельсоветов:
8) Байгузинского сельсовета Ишимбайского района из деревни Байгузино в село Кинзебулатово;

## Население
- 1795 г. — 22 двора, 176 жителей.
- 504 человека и 72 дома показала X ревизия.
- 1920 г. — 601 житель в 139 дворах.

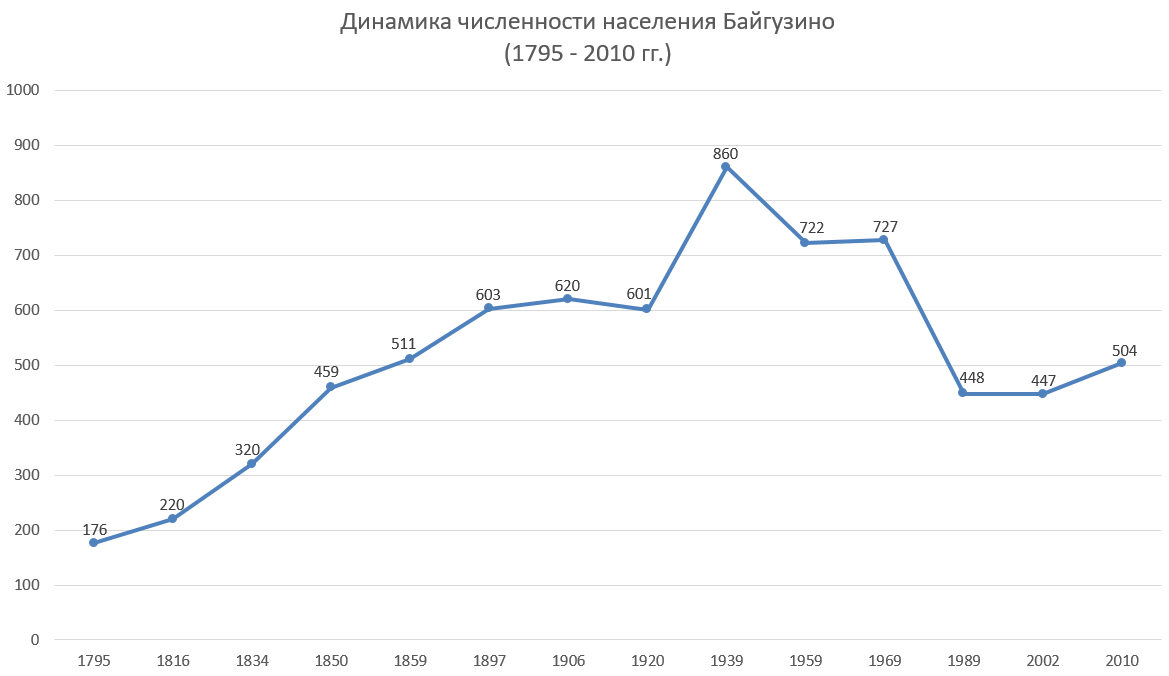

| 1795 | 1858 | 1920 | 2002 | 2009 | 2010 |
| ---- | ---- | ---- | ---- | ---- | ---- |
| 176  | ↗504 | ↗601 | ↘447 | ↗566 | ↘504 |

## Улицы
- Арал
- Бердина
- Животноводов
- переулок Клубный
- Механизаторов
- Озёрная
- Пионерских лагерей
- Советская
- Школьная

## Образование
Основная общеобразовательная школа.

## Медицина
Байгузинский ФАП.

## Экономика
Байгузинцы с XVIII века разводили скот, пчел, меньшая часть занималась земледелием. Так, согласно ревизии 1839 года, на 57 дворов с 320 жителями приходилось 760 лошадей, 695 коров, 160 овец, 280 коз и держали 236 ульев.
Возле Байгузина, с 1944 года разрабатывалось Кинзебулатовское месторождение нефти. В непосредственной близости находится месторождение песка, карьеры вдоль реки Тубакбаш.
От городской подстанции на подстанции «Байгужа» 35/10 кВ, в деревню и далее в район, идёт ВЛ-35 кВ Ишимбайская ТЭЦ — Байгужа

## Спорт
Проводится традиционный легкоатлетический пробег «Кинзебулатово — Байгужа», посвященный памяти Героев Советского Союза Халикова Т. Г. и Бердина Г. И..

## Религия
Местная мусульманская религиозная организация - мечеть, расположена по адресу ул. Пионерских Лагерей, 1А.

## Известные уроженцы
- Бердин, Галей Иркабаевич (5 марта 1907 — 25 октября 1973) — участник Великой Отечественной войны, Герой Советского Союза.
- Курбангалеева-Сафиуллина, Суфия Шарафулловна (род. 13 февраля 1949) — артистка Башкирского академического театра драмы имени Мажита Гафури, Народный артист Республики Башкортостан, заслуженный артист РБ и РФ.
- Кызыргулов, Ильгиз Раянович (род. 4 ноября 1976) — доктор физико-математических наук. Ректор Стерлитамакской государственной педагогической академии (2011 - 2012),  проректор по учебной работе БашГУ (2012 – 2015),  ректор Башкирской академии государственной службы и управления при Главе Республики Башкортостан (2017 -  2021). С 2023 года - проректор по организационному развитию Уфимского университета науки и технологий.
- Умергалин, Талгат Галеевич (род. 24 января 1948) — советский российский учёный, изобретатель, доктор технических наук, профессор. Заслуженный химик РБ,  почетный заведующий кафедрой УГНТУ.